# Xã Blendon, Quận Franklin, Ohio
Xã Blendon (tiếng Anh: Blendon Township) là một xã thuộc quận Franklin, tiểu bang Ohio, Hoa Kỳ. Năm 2010, dân số của xã này là 9.069 người.